# Бикари
Бикари (итал. Biccari) је насеље у Италији у округу Фођа, региону Апулија.
Према процени из 2011. у насељу је живело 2443 становника. Насеље се налази на надморској висини од 445 м.

## Становништво
| 1931. | 1936. | 1951. | 1961. | 1971. | 1981. | 1991. | 2001. | 2011. |
| ----- | ----- | ----- | ----- | ----- | ----- | ----- | ----- | ----- |
| 4.622 | 4.493 | 5.466 | 4.634 | 3.788 | 3.485 | 3.462 | 3.070 | 2.872 |